# Михайловский, Семён Ильич
Семён Ильи́ч Михайло́вский (род. 12 марта 1961, Ленинград, СССР) — советский и российский искусствовед, историк архитектуры, куратор, педагог. Ректор Санкт-Петербургской академии художеств имени Ильи Репина (с 2010). Академик РАХ (2017; член-корреспондент 2007). Заслуженный деятель искусств РФ (2019). Лауреат Премии Правительства РФ (2017). Лауреат Премии Правительства Санкт-Петербурга (2020). Вице-президент РАХ (2025).

## Биография
В 1984 году окончил с отличием Институт имени И. Е. Репина (факультет теории и истории искусств), квалификация «искусствовед»; в 1989 году — аспирантуру кафедры истории и теории архитектуры (факультет архитектуры). Доцент кафедры истории и теории архитектуры.
Член Совета по сохранению культурного наследия при Правительстве Санкт-Петербурга, Совета по вопросам градостроительной деятельности в Санкт-Петербурге при Правительстве Санкт-Петербурга и Президиума Российской академии художеств.
Член Совета по культуре и искусству при Губернаторе Санкт-Петербурга.
Член Общественного совета при Главном следственном управлении Следственного комитета РФ по городу Санкт-Петербургу.
Председатель Попечительского совета ЦВЗ «Манеж» в Санкт-Петербурге.
Член Попечительского совета Российской национальной библиотеки
Почётный профессор Московского архитектурного института
Профессор Академии художеств Гуанчжоу
Профессор Казахской национальной академии искусств им. Т. К. Жургенова
Почётный профессор Центральной академии изящных искусств в Пекине
Профессор Университета Циндао
Почётный профессор Римской академии изящных искусств
Действительный член Российской академии художеств.
В 2002—2004, 2006—2009 годах — проректор по внешним связям Института имени И. Е. Репина. В 2005 году — советник Фонда Соломона Р. Гуггенхайма (Нью-Йорк).
Куратор, сокуратор, организатор выставок российского искусства в Стокгольме (Академия художеств), Венеции (Павильон России на Венецианской биеннале), Тайпее (Тайвань), Майами (в рамках Art Basel Miami Beach), Шанхае, Гуанчжоу (Академия художеств), Равенне (Пинакотека), Болонье (Академия художеств), Риме (Академия художеств), Урбино (Дом Рафаэля), Мадриде (Академия художеств), Сеуле (Дом Литературы), Алма-Ате (Государственный музей искусств Республики Казахстан).
В 2000 году был сокуратором выставки «Руины Рая» в Павильоне России на Венецианской биеннале (Звезда Золотого Льва за лучшие фотографии).
В 2014 году был комиссаром Павильона России на биеннале в Венеции (выставка «Fair Enough» удостоена Special Mention).
В 2013 году реализовал первую часть проекта «Петербургская академическая школа: от Репина до наших дней» — «Советский неореализм. 1953—1968» (Санкт-Петербург, Москва, Турку), а в 2014 году вторую часть — «После войны. 1945—1956».
С 2015 по 2019 год — Комиссар Павильона России на Венецианской биеннале.
2016 Honoris Causa Туринской Академии Художеств 
2025 Заслуженный профессор Университета Цинхуа

### Личная жизнь
Жена — Ольга Ильинична Михайловская, дочь — Мария Михайловская.

## Награды
- Почётная грамота Министерства юстиции Российской Федерации (2011)
- Медаль Анатолия Кони (2013)
- Почётная грамота Митрополита Санкт-Петербургского и Ладожского (2013)
- Благодарность Председателя Совета Федерации Федерального Собрания РФ (2014)
- Офицер ордена Звезды Италии (2015, Италия)
- Премия Правительства Российской Федерации в области культуры (2017)
- Почётная грамота Министерства иностранных дел Японии (2018)
- Медаль МВД России «За вклад в укрепление правопорядка» (2018)
- Заслуженный деятель искусств Российской Федерации (17 июля 2019 года) — за большой вклад в развитие отечественной культуры и искусства, многолетнюю плодотворную деятельность[1]
- Командор ордена Звезды Италии (2020, Италия)
- Премия Правительства Санкт-Петербурга (2020)
- Медаль Святого Апостола Иоанна Богослова 1 степени (2020)
- Знак отличия «За заслуги перед Санкт-Петербургом» (2021)
- Почетная грамота Законодательного собрания Санкт-Петербурга (2021)
- Благодарность Министра культуры РФ (2021)
- Медаль Следственного комитета РФ «За содействие» (2021)
- Медаль Святого Апостола Петра 1 степени (2021)